# Cuando las mujeres mandan
Cuando las mujeres mandan es una película cubana de comedia de 1951 dirigida por José María González Prieto con base en un guion escrito por Armando Pérez Blanco y José Fernández, y protagonizada por el dúo cómico de Alberto Garrido y Federico Piñeiro, junto a las actrices, Xonia Benguría, Olga Uz y Emilita Dago, con la actuación especial de Germán Valdés «Tin-Tan» y su carnal Marcelo Chávez. Esta película se estrenó en La Habana el 7 de mayo de 1951.

## Sinopsis
Agapito y Elizardo son dos soldados de Cuba y España respectivamente, quienes luchan en la Guerra de Corea hasta que, para salvar sus vidas luego de un fuerte ataque del ejército norcoreano cerca del Paralelo 38, logran huir en un avión y terminan aterrizando en una desconocida y misteriosa isla hasta que son apresados por un grupo de bellas mujeres militares, quienes los creen espías.
Ya en prisión los soldados descubren que están en Eva Liberta, el único país en el mundo en donde quienes ostentan el poder son las mujeres, luego que la fanática presidenta del club de las abejas sin colmena, Neronina Tepesco, liderizara una revolución feminista por la cual ahora los hombres son tratados poco menos que ciudadanos de segunda -cuando no de objetos y juguetes sexuales- con respecto a las féminas, lo que despierta la indignación de ambos reos quienes terminan comandando una contrarrevolución ayudados por el exlíder golpista Jacinto Tulipanes, su novia (la alcaide de la prisión en donde se encuentran los tres hombres), la Generala y la Comandanta (responsables directas de Agapito y Elizardo) junto con el resto de la población masculina de la isla y, tras el golpe de Estado, finalmente se intercambian los papeles.

## Elenco
- Alberto Garrido ... Agapito “Petunio” Romperoca
- Federico Piñeiro ... Elizardo “Crisantemo” Loungueiro
- Xonia Benguría ... Generala
- Olga Uz ... Comandanta
- Emilita Dago ... Alcaide
- Jorge Montalvan ... Jacinto Tulipanes
- Fela Jar
- Alberto P. Arrechavaleta
- Carmen Varela
- Eduardo Bergantiños
- Nidia Sarol
- Rafael Correa
- Zulema Casals
- Arquímedes Rivero
- Carmelina Pérez
- Aída Rodríguez
- Manela Bustamante
- Gladys Mora
- Hortensia Millar
- María Victoria Duque
- Margot de Armas
- Elena Nardi
- Cuca Forcade
- Elvira López
- Reinaldo Silva
- Aidita Artigas
- Sandra
- Armando Oréfiche
- Havana Cuban Boys
- Germán Valdés «Tin-Tan»
- Marcelo Chávez